# 昆仑沙蒿
昆仑沙蒿（学名：Artemisia saposhnikovii）是菊科蒿属的植物。分布于俄罗斯以及中国大陆的新疆等地，生长于海拔1,300米至2,500米的地区，多生于洪积扇、阶地、沙质地、砾质戈壁、山谷、干河谷以及路旁等，目前尚未由人工引种栽培。

## 异名
- Oligosporus saposhnikovii (Krasch. ex Poljak) Poljak